# Gran
Gran è un comune norvegese della contea di Innlandet.